# Frances Haugen
Frances Haugen, född 1984 i Iowa City, är en amerikansk datavetare och visselblåsare, känd för att 2021 ha läckt intern information från Facebook till journalister.
Haugen arbetade på Facebook i två år, fram till maj 2021. När hon slutade valde hon att dela med sig av intern information som visade på hur Facebook kände till skadliga effekter av sina tjänster. Efter att först ha delat med sig av dokumenten anonymt ställde hon upp på en intervju i tv-programmet 60 minutes där hon avslöjade sin identitet. Hon vittnade senare inför kongressen. Hennes vittnesmål har lett till ökande krav på reglering av sociala medier och andra internetföretag.
Den 8 november 2021 vittnade Haugen inför Europaparlamentet. Där uppmanade ledamöterna bland annat till att kräva mer transparens kring algoritmer och till högre krav på säkerhetsarbete, något Haugen ansåg var nödvändigt för att förmå Facebook att investera i säkerhetsarbete.